# Джеймс Кваст
Якоб Джеймс Кваст (на английски и на нидерландски: Jacob James Kwast) е нидерландско-германски пианист и музикален педагог.
Работи като учител по пиано в Консерватория Хох във Франкфурт на Майн, а по-късно и в Консерватория Щерн в Берлин.
Жени се за Тони Хилър, единствена дъщеря на композитора Фердинанд Хилър. Дъщерята му Мими Кваст (1879 – 1926) се омъжва през 1899 г. за композитора Ханс Пфицнер, който от 1886 до 1890 г. е ученик на Джеймс Кваст в консерваторията във Франкфурт.
Джеймс Кваст се жени за втори път за пианистката Фрийда Ходап (1880 – 1948).
|  | Тази страница частично или изцяло представлява превод на страницата James Kwast в Уикипедия на немски. Оригиналният текст, както и този превод, са защитени от Лиценза „Криейтив Комънс – Признание – Споделяне на споделеното“, а за съдържание, създадено преди юни 2009 година – от Лиценза за свободна документация на ГНУ. Прегледайте историята на редакциите на оригиналната страница, както и на преводната страница, за да видите списъка на съавторите. ВАЖНО: Този шаблон се отнася единствено до авторските права върху съдържанието на статията. Добавянето му не отменя изискването да се посочват конкретни източници на твърденията, които да бъдат благонадеждни. |